# Kenpō kinen bi
La Kenpō kinen bi (憲法記念日) est la fête annuelle nationale de promulgation de la Constitution du Japon de 1947.
Elle est fêtée lors de la Golden Week, le 3 mai. C'est un jour férié.
Pour cette occasion, la Diète nationale (parlement), située à Tōkyō dans le quartier de Kasumigaseki, est exceptionnellement ouverte au public.
Ce jour-là, les Japonais ont pour coutume de faire un vœu pour la prospérité du pays.